# Fronteras (álbum)
Fronteras es el duodécimo disco solista del cantautor uruguayo Pablo Sciuto. Fue publicado en CD por su sello independiente Hipnótica Records en el año 2018, es su primer álbum en directo, con la peculiaridad que fue grabado en un estudio de grabación con un reducido público.
La grabación se realizó en los estudios Rock & Soul del barrio Malasaña de la ciudad de Madrid por el reconocido ingeniero español Ricardo Escassi (Tequila, Andrés Calamaro, Stevie Wonder, Xoel López, etc). Cabe destacar la participación del artista plástico uruguayo Fernando Montero que pintó un lienzo en tiempo real mientras se ejecutaba el concierto.
El álbum es totalmente acústico y se nutre de la capacidad creativa y compositiva en directo de Pablo Sciuto tanto en la guitarra como en la voz, junto a la percusión del uruguayo Pedro Supatto, músico en los inicios de Concha Buika, esto le otorga una sonoridad especial entre el candombe y el jazz fusión. Pablo en el álbum hace un paseo sonoro entre canciones nuevas como "Fronteras", inéditas como "Pájaro púrpura, "Montevideo swing" y "El violinista de sol" y dos versiones especiales, la de "Mandolín" en una adaptación de la conocida canción de su amigo Gustavo Pena "El Príncipe" y otra versión en clave de candombe de "Que ves el cielo" de su admirado Luis Alberto Spinetta. 
Este trabajo fue postulado a los Premios Grammy Latinos en la categoría canción de autor en los que Pablo es miembro.

## Estilo musical
Fronteras es un álbum con un sonido crudo, donde la resonancia de la guitarra y la percusión se funden con aromas traídos de varios estilos musicales en una latinización natural y consecuente, candombe, funk, bossa nova, samba, pop y reggae se integran con la voz y poesías de Pablo Sciuto, un directo para derrocar fronteras imaginarias e interiores, sin trucos ni trampas.

## Lista de canciones
| Lado A |                                                |                            |          |  |
| N.º    | Título                                         | Escritor(es)               | Duración |  |
| 1.     | «Botero»                                       |                            | 4:26     |  |
| 2.     | «El violinista de sol»                         |                            | 3:33     |  |
| 3.     | «Dinámica fluvial (Dedicada a Gustavo Cerati)» |                            | 4:42     |  |
| 4.     | «Samamabaia»                                   |                            | 4:44     |  |
| 5.     | «En tiempo real»                               |                            | 3:26     |  |
| 6.     | «Montevideo swing»                             |                            | 4:08     |  |
| 7.     | «Le llaman tierra»                             |                            | 4:13     |  |
| 8.     | «Mandolín»                                     | Gustavo Pena "El Príncipe" | 4:00     |  |
| 9.     | «Pájaro púrpura»                               |                            | 4:51     |  |
| 10.    | «Que ves el cielo»                             | Luis Alberto Spinetta      | 3:26     |  |
| 11.    | «Alma y sudor»                                 |                            | 5:35     |  |
| 12.    | «Fronteras»                                    |                            | 6:02     |  |

## Ficha técnica
Pablo Sciuto: Guitarra acústica y voz.
Pedro Supatto: Cajón flamenco y percusión menor.
Diseño de portada: Ojo Binario
Fotografía: Mercedes Cubas Rodero
- Grabado por Ricardo Escassi en Rock & Soul, Madrid, España.
- Mezclado y masterizado por Pablo Sciuto en su estudio Casa Sonora, Madrid, España.
- Grabación de baterías en "El hornero" estudios en la ciudad de Buenos Aires, Argentina por César Silva.